# Coleophora argentivittella
Coleophora argentivittella é uma espécie de mariposa do gênero Coleophora pertencente à família Coleophoridae.